# 谢尔盖·尤尔斯基
谢尔盖·尤里耶维奇·尤尔斯基（俄语：Серге́й Ю́рьевич Ю́рский，1935年3月16日—2019年2月8日），出生于苏联列宁格勒，前苏联及俄罗斯的演员，他也是一名戏剧和电影导演。他在电影当中最著名的角色是The Little Golden Calf当中的Ostap Bender。